# 고하쓰 다쓰키
고하쓰 다쓰키(일본어: 古波津 辰希, 1993년 9월 11일 ~ )는 일본의 전 축구 선수이다.

## 구단 경력
그는 2016년부터 2019년까지 J리그의 도치기 SC에서 활동하였다.